# David Jančar
David Jančar es un deportista checo que compitió en piragüismo en la modalidad de eslalon. Ganó dos medallas en el Campeonato Europeo de Piragüismo en Eslalon, oro en 1998 y plata en 1996.

## Palmarés internacional
| Campeonato Europeo | Campeonato Europeo                   | Campeonato Europeo | Campeonato Europeo |
| Año                | Lugar                                | Medalla            | Competición        |
| ------------------ | ------------------------------------ | ------------------ | ------------------ |
| 1996               | Augsburgo (Alemania)                 | Medalla de plata   | C1 por equipos     |
| 1998               | Roudnice nad Labem (República Checa) | Medalla de oro     | C1 individual      |